# Dijana i Kalista
Dijana i Kalista je renesansno ulje na platnu koje je naslikao Tizian oko 1556. – 1559.; jedna od njegovih ponajboljih slika iz niza od osam mitoloških slika (tzv. poeme) koje je Tizian naslikao za Filipa II. Španjolskog. Postoje dvije verzije, veća je od 2012. godine u vlasništvu
dviju galerija (Nacionalna galerija Škotske uEdinburghu i Nacionalna galerija u Londonu), dok je kasnija verzija u Muzeju povijesti umjetnosti u Beču.
Slika prikazuje trenutak u kojemu božica Dijana (Artemida), kad se kupala sa svojim nimfama, otkriva da je njezina služavka Kalista trudna s Jupiterom, nakon čega ju je boginja pretvorila u medvjeda, a u tom je obličju rodila i svoga sina Arkada.

## Povijest
Ciklus od osam slika poema Tizian je naslikao tijekom svog boravka na španjolskom dvoru u Madridu od 1553. – 1562. godine. Prva slika je bila Danaja i zlatna kiša, nakon čega slijedi Venera i Adonis, Dijana i Kalista, Jason i Medeja, Perzej i Andromeda, Dijana i Akteon, Smrt Akteona i konačno Otmica Europe. Slike se značajno razlikuju po dimenzijama i kompoziciji, no zajednička im je poveznica Ovidijeve Metamorfoze, dok Jasona i Medeju, te Perzeja i Andromedu povezuju olimpski bogovi.
Slike su bile u kraljevskoj zbirci u Madridu sve do 1704. kada ih je kralj Filip V. darovao francuskom veleposlaniku, Louis-Philippeu Orléanskom (1747. – 1793.). Godine 1791., dvije godine prije svoje smrti na giljotini, vojvoda je prodao svoju kolekciju trgovcu umjetninama u Bruxellesu. Nakon izložbe u Londonu, ovu sliku (zajedno sa slikom iz iste serije, Dijana i Akteon (Tizian)) kupio je britanski graditelj kanala i rudarski magnat, Francis Egerton, treći vojvoda od Bridgewatera, jedan od najbogatijih ljudi u Engleskoj. Egerton je umro bez djece i dio svoje imovine, uključujući Bridgewater kolekciju, naslijedio je njegov nećak, George Gower. Dojmljivu kolekciju od oko 70 slika izložio je u svom londonskom domu, u kući Bridgewater u Westminsteru, a od 1803. u ljetnim mjesecima je bila otvorena za odabrane posjetitelje. Na početku Drugog svjetskog rata 1939. godine, zbirka je zbog zaštite preseljena u Škotsku. Od 1945. do 2009. godine, slike su bile izložene na posudbi u Nacionalnoj galeriji Škotske u Edinburghu.
Godine 2000. zbirku je naslijedio potomak Francisa Egertona, Francis Egerton, 7. vojvoda od Sutherlanda (rođen 1940.). On je 2009. godine dvije Tizianove slike ponudio raznim muzejima u Velikoj Britaniji po cijeni od 100 milijuna £.
God. 2012. sliku su zajedničkim sredstvima kupili Nacionalna galerija u Londonu i Nacionalna galerija Škotske za 45 milijuna £ (dospjevši na popis najskupljih slika), uz dogovor kako će biti izložene naizmjenično u ova dva muzeja u petogodišnjem ciklusu.

## Vanjske poveznice
- Jonathan Jones, The battle of the Titians, The Guardian, London, 28. kolovoza 2008 (engl.) Pristupljeno 12. listopada 2016.